# Hong Kong en los Juegos Olímpicos de la Juventud 2018
Hong Kong compitió en los Juegos Olímpicos de la Juventud de Buenos Aires 2018. El responsable del equipo olímpico es la Federación Deportiva y Comité Olímpico de Hong Kong, así como las federaciones deportivas nacionales de cada deporte con participación.

## Medallero
| Medalla | Oro | Plata | Bronce | Total |
| ------- | --- | ----- | ------ | ----- |
| Total   | 0   | 1     | 1      | 2     |

## Ecuestre
Hong Kong calificó un jinete gracias a su posición en los rankings de la Federación Ecuestre Internacional.
- Salto individual - Vincent Capol

## Esgrima
Hong Kong clasificó cuatro atletas gracias a su actuación Campeonato Mundial Cadete 2018.
- Florete masculino - Chan Pak Hei
- Espada femenina - Kaylin Hsieh
- Florete femenino - Christelle Joy Ko
- Sable femenino - Ma Ho Chee

## Remo
Hong Kong obtuvo una plaza masculina gracias a su actuación en los eventos clasificatorios asiáticos.
- Scull individual masculino - 1 atleta

## Tenis de mesa
Hong Kong clasificó una jugadora gracias a su actuación en los eventos clasificatorios.
- Individual femenino - Lee Ka Yee

## Triatlón
Hong Kong clasificó dos atletas (un hombre y una mujer) gracias a su actuación en los eventos clasificatorios.
- Individual masculino - 1 plaza
- Individual femenino - 1 plaza

## Vela
Hong Kong clasificó dos atletas (un hombre y una mujer) gracias a su actuación en los eventos clasificatorios.
- Techno 293+ masculino - 1 plaza
- Techno 293+ femenino - 1 plaza